# Edmund Wilhelm Braun
Edmund Wilhelm Braun (23. ledna 1870 Epfenbach – 23. září 1957 Norimberk) byl německý historik umění a dlouholetý ředitel Slezského zemského muzea v Opavě.

## Život
Vystudoval gymnázium ve Freiburgu, kde začal studovat i na universitě archeologii a dějiny umění. Ve studiích poktračoval v Lipsku a dokončil je v roce 1895 na univerzitě v Heidelbergu ziskem titulu doktora filosofie. V letech 1894-1895 byl asistentem v Germanisches Nationalmuseum v Norimberku, od roku 1897 ředitelem Slezského zemského muzea v Opavě (Kaiser-Franz-Joseph-Museum für Kunst und Gewerbe). V této funkci působil až do odchodu do důchodu v roce 1935.
Od roku 1918 byl konzervátorem památkového úřadu v Brně. Od roku 1919 byl hlavním mluvčím Sdružení výtvarných umělců Slezska (Vereinigung bildender Künstler Schlesiens), jehož cílem bylo sjednocení slezských německých umělců. Díky Braunovu předsednictví v tomto spolku získalo následně Slezské muzeum do sbírek mnoho děl malíře Adolfa Zdrazily nebo architektů Engelberta Kapse a Josefa Obetha. Posledně jmenovaný vytvořil Apoteózu E. W. Brauna, která je alegorií Braunových vlastností a jasně svědčí o kladném vztahu umělců k tomuto významnému historikovi umění. V současnosti je toto dílo součástí sbírek muzea.
Od roku 1922 řídil vídeňský umělecko-historický časopis Belvedere.
V letech 1930-32 suploval jako mimořádný profesor výuku dějin na německé univerzitě v Praze. V letech 1941-1945 byl ředitelem říšského župního muzea v Opavě a zvláštním pověřencem pro muzea Protektorátu Čechy a Morava. Po válce byl odsunut do Norimberku, kde pak působil jako konzultant v Germanisches Nationalmuseum. V letech 1947-1951 byl profesorem dějin umění na univerzitě v Erlangen.

### Ocenění
- 1908 – Rytířský kříž Řádu Františka Josefa
- 1911 – Záslužný kříž hesenského Filipova řádu

## Dílo
Jako okruh svého bádání si vybral vídeňský porcelán, miniatury a staré kresby. Mimo tyto oblasti se zabýval soudobým regionálním uměním. Publikoval odborné statě v časopisech Mitteilungen aus dem Germanischen Nationalmuseum, Mitteilungen des Kaiser Franz Joseph Museums für Kunst und Gewerbe troppau, , Mitteilngen des Mährischen Kunstgewerbmuseums, Kunst und Kunsthandwerk, Věstník Slezského zemského muzea, Numismatický časopis československý, Kunstchronik, Belvedere, aj.